# Arachnophaga longiceps
Arachnophaga longiceps is een vliesvleugelig insect uit de familie Eupelmidae. De wetenschappelijke naam is voor het eerst geldig gepubliceerd in 1907 door Brues.